# 公共助推核心
公共助推核心（Common Booster Core，CBC）是德尔塔-4运载火箭的火箭级，其中德尔它四号的中型和中型+的第一级使用了一个公共助推核心，重型则使用了三个：一个作为第一级，另外两个作为助推器。该模块采用洛克达因的RS-68氢氧发动机，产生约2900kN的推力。